# هارولد هايوارد
هارولد هايوارد (بالإنجليزية: Harold Hayward)‏ هو لاعب دوري الرغبي نيوزيلندي، ولد في 23 مايو 1883 في بلنهيم في نيوزيلندا، وتوفي في 25 يوليو 1970 في ثمز ‏ في نيوزيلندا.